# Алексинская улица
Але́ксинская у́лица (до 1986 года — Пионе́рская у́лица и Пионе́рский переу́лок) — улица в Юго-Западном административном округе города Москвы на территории района Южное Бутово. Расположена между Миргородской и Краснолиманской улицами.

## Происхождение названия
Названа 29 апреля 1986 года по древнему городу Алексин Тульской области в связи с расположением на юге Москвы. Прежние названия — Пионерские улица и переулок были в посёлке Бутово, присоединённом к Москве в 1985 году.

## История
Улица располагается в старой северо-западной части посёлка Бутово, активная застройка которого началась в 30-е годы XX века. На ней числятся три частных дома жителей посёлка. Территория посёлка присоединена к Москве в 1985 году. Улица сохранила очарование, присущее деревенским улицам.

## Здания и сооружения
По чётной стороне:
- Дома 6а, 12, 14 — частные дома.

## Транспорт
- Станция метро «Улица Скобелевская».
- Железнодорожная станция «Бутово» Курского направления Московско-Курского отделения Московской железной дороги.